# Kinoshitalita
La kinoshitalita és un mineral de la classe dels silicats, que pertany al grup de la mica. S'anomenà així en honor de Kameki Kinoshita, mineralogista, professor a la Universitat de Kyushu i investigador de dipòsits minerals del Japó. És l'anàleg d'hidroxil de la fluorokinoshitalita.

## Característiques
La kinoshitalita és un silicat de fórmula química BaMg₃(Si₂Al₂O10)(OH)₂. Cristal·litza en el sistema monoclínic. La seva duresa a l'escala de Mohs és 2,5 a 3.
Segons la classificació de Nickel-Strunz, la kinoshitalita pertany a «09.EC - Fil·losilicats amb plans de mica, compostos per xarxes tetraèdriques i octaèdriques» juntament amb els següents minerals: minnesotaïta, talc, wil·lemseïta, ferripirofil·lita, pirofil·lita, boromoscovita, celadonita, chernykhita, montdorita, moscovita, nanpingita, paragonita, roscoelita, tobelita, aluminoceladonita, cromofil·lita, ferroaluminoceladonita, ferroceladonita, cromoceladonita, tainiolita, ganterita, annita, ephesita, hendricksita, masutomilita, norrishita, flogopita, polilitionita, preiswerkita, siderofil·lita, tetraferriflogopita, fluorotetraferriflogopita, wonesita, eastonita, tetraferriannita, trilitionita, fluorannita, xirokxinita, shirozulita, sokolovaïta, aspidolita, fluoroflogopita, suhailita, yangzhumingita, orlovita, oxiflogopita, brammal·lita, margarita, bityita, clintonita, anandita, ferrokinoshitalita, oxikinoshitalita, fluorokinoshitalita, beidel·lita, kurumsakita, montmoril·lonita, nontronita, volkonskoïta, yakhontovita, hectorita, saponita, sauconita, spadaïta, stevensita, swinefordita, zincsilita, ferrosaponita, vermiculita, baileyclor, chamosita, clinoclor, cookeïta, franklinfurnaceïta, gonyerita, nimita, ortochamosita, pennantita, sudoïta, donbassita, glagolevita, borocookeïta, aliettita, corrensita, dozyïta, hidrobiotita, karpinskita, kulkeïta, lunijianlaïta, rectorita, saliotita, tosudita, brinrobertsita, macaulayita, burckhardtita, ferrisurita, surita, niksergievita i kegelita.

## Formació i jaciments
S'ha descrit en dipòsits de hausmannita-tefroïta (al Japó) i en roques riques en manganès envaïdes per pegmatites silíciques i vetes de carbonat (a l'Índia). S'ha descrit associada a hausmannita, tefroïta, celsiana, quars, espessartina, rodonita, calcopirita, pirrotita, rodocrosita, hübnerita, sonolita (al Japó); i a braunita, hausmannita, bixbyita, feldespat alcalí, hematites, calcita, dolomita, quars (a l'Índia).
S'ha descrit a: la mina Noda-Tamagawa, Prefectura d'Iwate, i a Hokkejino, Prefectura de Kyoto, Japó. A Netra, Districte de Balaghat, Madhya Pradesh, Índia. Al Mont Trumbull, prop d'Incline, Comtat de Mariposa, Califòrnia, EUA. I també a Långban, Värmland, Suècia.